# Microrégion d'Itabaiana
La microrégion d'Itabaiana est l'une des huit microrégions qui subdivisent l'agreste de l'État de la Paraíba au Brésil.
Elle comporte 9 municipalités qui regroupaient 105 567 habitants en 2006 pour une superficie totale de 1 652 km².

## Municipalités[1]
- Caldas Brandão
- Gurinhém
- Ingá
- Itabaiana
- Itatuba
- Juarez Távora
- Mogeiro
- Riachão do Bacamarte
- Salgado de São Félix